# Eliminatórias da Copa do Mundo FIFA de 2014 - Europa (Grupo D)
O Grupo D das eliminatórias da Europa para a Copa do Mundo FIFA de 2014 foi formado por Países Baixos, Turquia, Hungria, Romênia, Estônia e Andorra.
O vencedor do grupo qualificou-se automaticamente para a Copa do Mundo de 2014. Além dos demais oito vencedores de grupos, os oito melhores segundos colocados avançaram para a segunda fase, disputada no sistema de play-offs.

## Classificação
| Pos | Equipe        | Pts | J  | V | E | D  | GP | GC | SG  | Classificado                              |  | NED | ROU | HUN | TUR | EST | AND |
| --- | ------------- | --- | -- | - | - | -- | -- | -- | --- | ----------------------------------------- |  | --- | --- | --- | --- | --- | --- |
| 1   | Países Baixos | 28  | 10 | 9 | 1 | 0  | 34 | 5  | +29 | qualificadas para a Copa do Mundo de 2014 |  | —   | 4–0 | 8–1 | 2–0 | 3–0 | 3–0 |
| 2   | Romênia       | 19  | 10 | 6 | 1 | 3  | 19 | 12 | +7  | qualificadas para a segunda fase          |  | 1–4 | —   | 3–0 | 0–2 | 2–0 | 4–0 |
| 3   | Hungria       | 17  | 10 | 5 | 2 | 3  | 21 | 20 | +1  | Eliminado                                 |  | 1–4 | 2–2 | —   | 3–1 | 5–1 | 2–0 |
| 4   | Turquia       | 16  | 10 | 5 | 1 | 4  | 16 | 9  | +7  | Eliminado                                 |  | 0–2 | 0–1 | 1–1 | —   | 3–0 | 5–0 |
| 5   | Estónia       | 7   | 10 | 2 | 1 | 7  | 6  | 20 | −14 | Eliminado                                 |  | 2–2 | 0–2 | 0–1 | 0–2 | —   | 2–0 |
| 6   | Andorra       | 0   | 10 | 0 | 0 | 10 | 0  | 30 | −30 | Eliminado                                 |  | 0–2 | 0–4 | 0–5 | 0–2 | 0–1 | —   |

## Resultados
| 7 de setembro de 2012 | Estónia | 0 – 2     | Romênia                | A. Le Coq Arena, Tallinn                  |
| 21:00 (UTC+3)         |         | Relatório | Torje 56' · Marica 76' | Público: 7 936 Árbitro: SRB Milorad Mažić |

| 7 de setembro de 2012 | Andorra | 0 – 5     | Hungria                                                      | Estadi Comunal, Andorra-a-Velha          |
| 20:30 (UTC+2)         |         | Relatório | Juhász 12' · Gera 33' · Szalai 54' · Priskin 68' · Koman 82' | Público: 815 Árbitro: BIH Emir Alecković |

| 7 de setembro de 2012 | Países Baixos                   | 2 – 0     | Turquia | Amsterdam Arena, Amsterdã                            |
| 20:30 (UTC+2)         | van Persie 17' · Narsingh 90+3' | Relatório |         | Público: 49 500 Árbitro: ESP Carlos Velasco Carballo |

| 11 de setembro de 2012 | Romênia                                         | 4 – 0     | Andorra | Arena Națională, Bucareste                     |
| 20:30 (UTC+2)          | Torje 29' · Lazăr 44' · Găman 90' · Maxim 90+3' | Relatório |         | Público: 24 630 Árbitro: MNE Pavle Radovanović |

| 11 de setembro de 2012 | Turquia                              | 3 – 0     | Estónia | Estádio Şükrü Saraçoğlu, Istambul          |
| 21:00 (UTC+3)          | Belözoğlu 44' · Bulut 60' · İnan 75' | Relatório |         | Público: 44 168 Árbitro: POL Marcin Borski |

| 11 de setembro de 2012 | Hungria            | 1 – 4     | Países Baixos                                   | Estádio Puskás Ferenc, Budapeste           |
| 20:30 (UTC+2)          | Dzsudzsák 7' (pen) | Relatório | Lens 3', 53' · Martins Indi 19' · Huntelaar 75' | Público: 22 700 Árbitro: POR Pedro Proença |

| 12 de outubro de 2012 | Turquia | 0 – 1     | Romênia    | Estádio Şükrü Saraçoğlu, Istambul        |
| 20:30 (UTC+3)         |         | Relatório | Grozav 45' | Público: 46 203 Árbitro: ENG Howard Webb |

| 12 de outubro de 2012 | Estónia | 0 – 1     | Hungria    | A. Le Coq Arena, Tallinn                |
| 21:30 (UTC+3)         |         | Relatório | Hajnal 46' | Público: 5 661 Árbitro: ISR Liran Liany |

| 12 de outubro de 2012 | Países Baixos                                  | 3 – 0     | Andorra | Estádio De Kuip, Roterdã                      |
| 20:30 (UTC+2)         | van der Vaart 7' · Huntelaar 15' · Schaken 50' | Relatório |         | Público: 43 000 Árbitro: BLR Aleksei Kulbakov |

| 16 de outubro de 2012 | Andorra | 0 – 1     | Estónia  | Estadi Comunal, Andorra-a-Velha               |
| 19:00 (UTC+2)         |         | Relatório | Oper 57' | Público: 723 Árbitro: MKD Dimitar Meckarovski |

| 16 de outubro de 2012 | Romênia    | 1 – 4     | Países Baixos                                                           | Arena Națională, Bucareste                 |
| 21:00 (UTC+3)         | Marica 40' | Relatório | Lens 9' · Martins Indi 29' · van der Vaart 45+1' (pen) · van Persie 86' | Público: 53 329 Árbitro: SCO Craig Thomson |

| 16 de outubro de 2012 | Hungria                                 | 3 – 1     | Turquia    | Estádio Puskás Ferenc, Budapeste            |
| 20:30 (UTC+2)         | Koman 31' · Szalai 50' · Gera 57' (pen) | Relatório | Erdinç 22' | Público: 21 563 Árbitro: ITA Daniele Orsato |

| 22 de março de 2013 | Andorra | 0 – 2     | Turquia                 | Estadi Comunal, Andorra-a-Velha             |
| 19:15 (UTC+1)       |         | Relatório | İnan 30' · Yılmaz 45+1' | Público: 910 Árbitro: LTU Nerijus Dunauskas |

| 22 de março de 2013 | Hungria                           | 2 – 2     | Romênia                        | Estádio Puskás Ferenc, Budapeste          |
| 20:30 (UTC+1)       | Vanczák 16' · Dzsudzsák 71' (pen) | Relatório | Mutu 68' (pen) · Chipciu 90+2' | Público: 0[a] Árbitro: GER Wolfgang Stark |

| 22 de março de 2013 | Países Baixos                                    | 3 – 0     | Estónia | Amsterdam Arena, Amsterdã                    |
| 20:30 (UTC+1)       | van der Vaart 47' · van Persie 72' · Schaken 84' | Relatório |         | Público: 48 675 Árbitro: RUS Vitaliy Meshkov |

| 26 de março de 2013 | Estónia                    | 2 – 0     | Andorra | A. Le Coq Arena, Tallinn                |
| 19:00 (UTC+2)       | Anier 45+1' · Lindpere 61' | Relatório |         | Público: 5 237 Árbitro: SVK Ján Valášek |

| 26 de março de 2013 | Turquia    | 1 – 1     | Hungria  | Estádio Şükrü Saraçoğlu, Istambul          |
| 20:30 (UTC+2)       | Yılmaz 64' | Relatório | Böde 71' | Público: 37 904 Árbitro: SRB Milorad Mažić |

| 26 de março de 2013 | Países Baixos                                            | 4 – 0     | Romênia | Amsterdam Arena, Amsterdã                     |
| 20:30 (UTC+1)       | van der Vaart 12' · van Persie 56', 65' (pen) · Lens 90' | Relatório |         | Público: 47 496 Árbitro: ENG Mark Clattenburg |

| 6 de setembro de 2013 | Romênia                               | 3 – 0     | Hungria | Arena Națională, Bucareste                   |
| 21:00 (UTC+3)         | Marica 2' · Pintilii 31' · Tănase 88' | Relatório |         | Público: 41 405 Árbitro: ESP Alberto Undiano |

| 6 de setembro de 2013 | Turquia                                      | 5 – 0     | Andorra | Estádio Kadir Has, Kayseri                |
| 21:00 (UTC+3)         | Bulut 35', 39', 67' · Yılmaz 64' · Turan 90' | Relatório |         | Público: 21 923 Árbitro: LUX Sven Bindels |

| 6 de setembro de 2013 | Estónia            | 2 – 2     | Países Baixos                | A. Le Coq Arena, Tallinn                  |
| 21:30 (UTC+3)         | Vassiljev 18', 57' | Relatório | Robben 2' · van Persie 90+4' | Público: 10 210 Árbitro: UKR Sergii Boiko |

| 10 de setembro de 2013 | Romênia | 0 – 2     | Turquia                   | Arena Națională, Bucareste                     |
| 21:00 (UTC+3)          |         | Relatório | Yılmaz 22' · Erdinç 90+4' | Público: 44 537 Árbitro: NOR Svein Oddvar Moen |

| 10 de setembro de 2013 | Andorra | 0 – 2     | Países Baixos       | Estadi Comunal, Andorra-a-Velha              |
| 20:30 (UTC+2)          |         | Relatório | van Persie 50', 54' | Público: 1 100 Árbitro: CRO Ante Vučemilović |

| 10 de setembro de 2013 | Hungria                                                                | 5 – 1     | Estónia  | Estádio Puskás Ferenc, Budapeste             |
| 20:30 (UTC+2)          | Klavan 11' (g.c.) · Hajnal 21' · Böde 41' · Németh 69' · Dzsudzsák 85' | Relatório | Kink 48' | Público: 7 741 Árbitro: BLR Aleksei Kulbakov |

| 11 de outubro de 2013 | Andorra | 0 – 4     | Romênia                                               | Estadi Comunal, Andorra-a-Velha              |
| 20:30 (UTC+2)         |         | Relatório | Keserü 43' · Stancu 53' · Torje 63' (pen) · Lazăr 85' | Público: 1 100 Árbitro: SUI Stephan Klossner |

| 11 de outubro de 2013 | Estónia | 0 – 2     | Turquia                | A. Le Coq Arena, Tallinn                   |
| 21:30 (UTC+3)         |         | Relatório | Bulut 22' · Yılmaz 47' | Público: 8 572 Árbitro: ITA Nicola Rizzoli |

| 11 de outubro de 2013 | Países Baixos                                                                                               | 8 – 1     | Hungria             | Amsterdam Arena, Amsterdã                    |
| 20:30 (UTC+2)         | van Persie 16', 44', 53' · Strootman 25' · Lens 38' · Devecseri 65' (g.c.) · van der Vaart 86' · Robben 90' | Relatório | Dzsudzsák 47' (pen) | Público: 52 027 Árbitro: ENG Martin Atkinson |

| 15 de outubro de 2013 | Hungria                       | 2 – 0     | Andorra | Estádio Puskás Ferenc, Budapeste             |
| 20:00 (UTC+2)         | Nikolić 51' · Lima 76' (g.c.) | Relatório |         | Público: 5 200 Árbitro: POL Daniel Stefanski |

| 15 de outubro de 2013 | Romênia               | 2 – 0     | Estónia | Arena Națională, Bucareste                    |
| 21:00 (UTC+3)         | Marica 30' (pen), 81' | Relatório |         | Público: 18 852 Árbitro: CRO Marijo Strahonja |

| 15 de outubro de 2013 | Turquia | 0 – 2     | Países Baixos            | Estádio Şükrü Saraçoğlu, Istambul                 |
| 21:00 (UTC+3)         |         | Relatório | Robben 8' · Sneijder 47' | Público: 41 814 Árbitro: POR Olegário Benquerença |